# Xi1 Canis Majoris
Xi1 Canis Majoris, (ξ1 Canis Majoris, förkortat Xi1 CMa, ξ1 CMa), som är stjärnans Bayer-beteckning, är en ensam stjärna i den mellersta delen av stjärnbilden Stora hunden. Den har en genomsnittligskenbar magnitud på +4,35 och är synlig för blotta ögat där ljusföroreningar ej förekommer. Den bildar tillsammans med Xi2 Canis Majoris, separerad med mindre än en grad, en för blotta ögat synlig dubbelstjärna. Baserat på parallaxmätningar i Hipparcos-uppdraget på ca 2,4 mas beräknas den befinna sig på ca 1 400 ljusårs (420 parsek) avstånd från solen.

## Egenskaper
Xi1 Canis Majoris är en blå till vit underjättestjärna av spektralklass B0.7 IV. Den har generellt tilldelats luminositetsklass III (jätte) eller IV (underjätte), till exempel B1 III eller B0.5 IV. Jämförelse av dess egenskaper med modellutvecklingsspår tyder på att den är en stjärna som har avverkat cirka tre fjärdedelar av dess väg inom huvudserien. Den har en massa som är ca 14 gånger solens massa, en radie som är ca 8 gånger större än solens och utsänder ca 30 900 gånger mera energi än solen från dess fotosfär vid en effektiv temperatur på ca 27 000 K.
Xi1 Canis Majoris, eller 4 Canis Majoris, är en pulserande variabel av Beta Cephei-typ. Den varierar mellan skenbar magnitud +4,33 och 4,36 med en period av 0,2095755 dygn eller 5,02981 timmar. Dess pulsationer gör att radien varierar med 1,0 till 1,5 procent. Samtidigt varierar dess effektiva temperatur med ca 500 K över och under dess genomsnittliga temperatur.
Xi1 Canis Majoris har den längsta kända rotationsperioden för någon stjärna av spektralklass B, och tar ca 30 år för att genomföra en rotation kring dess axel. Detta antas bero på magnetisk bromsning eftersom Xi1 Canis Majoris har det starkaste magnetfältet hos någon Beta Cephei-stjärna och förväntas stanna av helt om cirka fyra miljoner år. Den har också den starkaste och hårdaste röntgenstrålningen av någon Beta Cephei-stjärna.